# Fruta y té
«Fruta y té» es una canción del cantante chileno Gepe, segundo sencillo de su cuarto disco de estudio GP (2012).
El ritmo de la canción está inspirado en el estilo musical de Manu Chao.

## Personal
- Gepe: Voz y guitarra.
- Cristián Heyne: Producción, mezcla, beats, teclados y bajo.
- Gonzalo Yáñez: Guitarra eléctrica.
- Jim Brick: Masterización.

## Video musical
El video musical fue grabado en Viña del Mar y en el parque Fantasilandia de Santiago de Chile durante el mes de diciembre de 2012 por Marialy Rivas (directora de la película Joven y Alocada) y Rocío Aguirre. El video fue lanzado el 4 de junio de 2013 vía descarga continua desde el Centro Cultural Gabriela Mistral, donde interpretó algunas canciones y fue entrevistado por Pedropiedra.
Lista de canciones
- Fruta y té
- Ayelén
- Un gran vacío
- Bailar bien, bailar mal
- En la naturaleza (4-3-2-1-0) feat. Pedropiedra
- Un día ayer

Según Gepe la trama del video: «Es sobre dos personas que se encuentran y comparten ciertos momentos divertidos e íntimos que dan impresiones fugaces de una relación amorosa que puede ser algo importante, pero también puede no serlo».
El video no tuvo muy buena recepción entre sus fanáticos y la crítica especializada al no tener la sencillez que describe la canción.

## Listas musicales
| Año  | Lista                          | Posición | Semanas |
| ---- | ------------------------------ | -------- | ------- |
| 2013 | Chile Top 100 Singles Chart    | 23       | 25      |
| 2013 | Radio Cooperativa: 30 Chilenos | 1        | 15      |